# Большой Субач
Большой Субач (устар. Большой Суббач) — река в России, течёт по территории Удорского и Княжпогостского районов Республики Коми. Правый приток реки Йирва.
Длина реки составляет 61 км.
Впадает в Йирву на высоте 109 м над уровнем моря.

## Данные водного реестра
По данным государственного водного реестра России относится к Двинско-Печорскому бассейновому округу, водохозяйственный участок реки — Мезень от истока до водомерного поста у деревни Малонисогорская. Речной бассейн реки — Мезень.